# Plataforma Flutuante da Marina Bay
The Float@Marina Bay ou Plataforma Flutuante Marina Bay, também conhecido como Estádio Flutuante Marina Bay (Chinês: 滨海湾浮动舞台), é o maior estádio flutuante do mundo. Está localizado nas águas da Reserva Marinha da Marina na Baía de Cingapura.
Feita inteiramente de aço, mede 123 metros de comprimento e 83 metros de largura, e é cinco por cento mais larga do que o campo de futebol do Estádio Nacional de Singapura. A plataforma pode aguentar até 1070 toneladas, equivalentes ao peso total de nove mil pessoas, 200 toneladas de adereços e 30 toneladas de veículos militares. As galerias da plataforma tem capacidade para até 30 mil pessoas.
Desde a sua inauguração, recebeu inúmeros eventos, como os Jogos Olímpicos da Juventude de 2010 (ciclismo de estrada e cerimónias de abertura e encerramento) ou o Desfile do Dia Nacional de Cingapura por diversas vezes. O Circuito Urbano de Marina Bay, que recebe anualmente a Fórmula 1, tem parte do percurso passando perto da plataforma flutuante.

## História
A ideia de uma plataforma flutuante foi concebida pelo comitê organizador do Desfile do Dia Nacional,em 2007. Em 2004, o Coronel Teo Jing Siong, o chefe do comitê da Parada Nacional, foi perguntado para uma solução para o novo lugar para o Desfile do Dia Nacional, já que o Estádio Nacional seria demolido. Teo Jing Siong analisou como opções o Estádio Jalan Besar, o Clube de Turfe de Cingapura e o lado Sul da Marina. Antes de optar pela alternativa mais arriscada a construção de uma plataforma temporária na Marina. O Governo de Singapura avaliou que um estádio temporário seria a solução perfeita para substituir provisoriamente o Estádio Nacional de Singapura.
Em 2005, o comitê de Teo trabalhou com a Autoridade do Re-desenvolvimento Urbano e com o Conselho dos Esportes de Singapura no design da plataforma flutuante, e além da Parada,a Plataforma iria sediar outros eventos.
Depois do projeto ser finalizado, o contratador, a Marina SembCorp, iniciou a construção da plataforma flutuante em Março de 2006. A plataforma tinha 13 meses para estar pronta, e exatamente ao prazo final do projeto.Ele já estava pronto

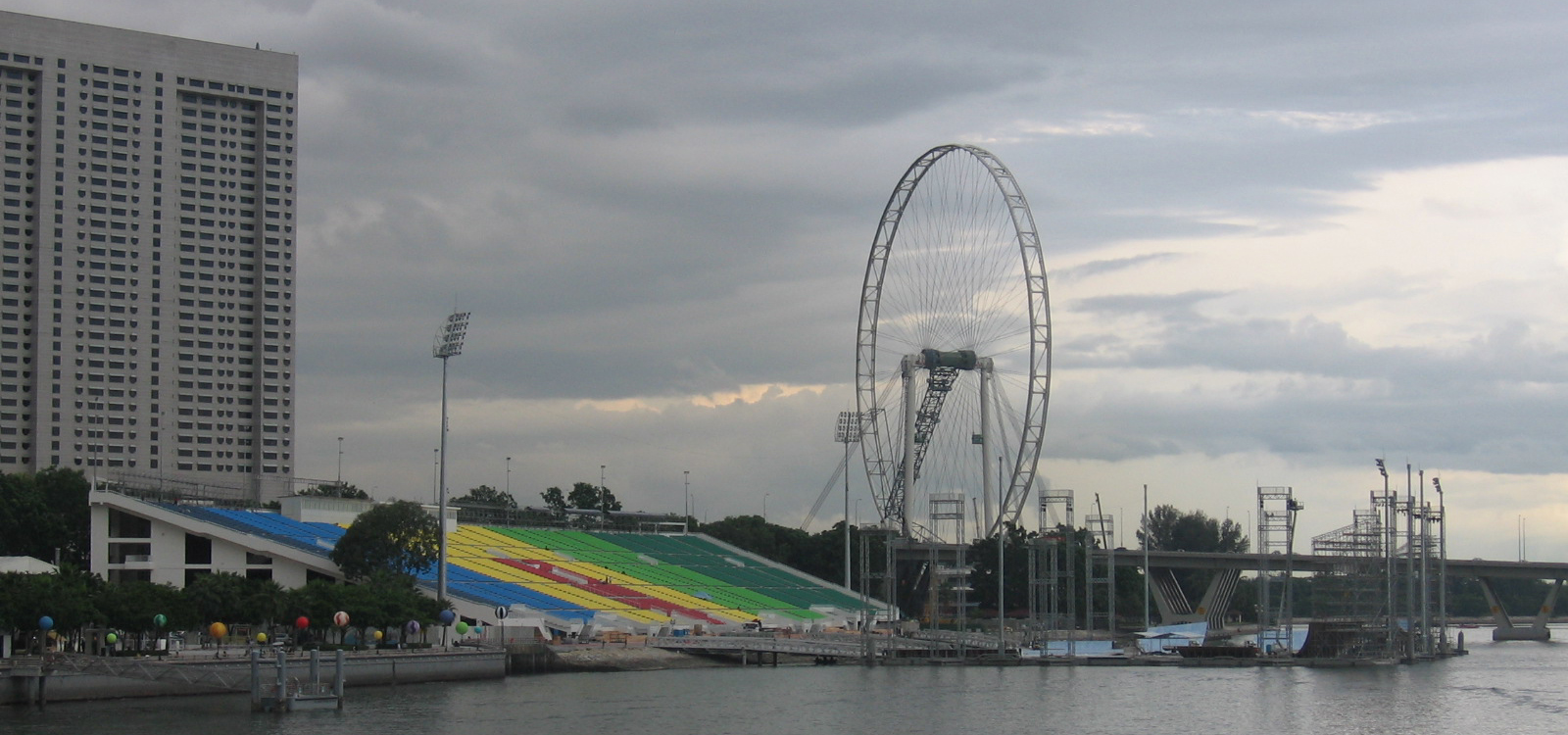
Estádio Flutuante Marina Bay em Maio de 2007

## Eventos
O primeiro evento de destaque no Estádio Flutuante Marina Bay foi o Desfile do Dia Nacional de 2007. Este foi seguido pelo Festival de Fogos de Artifício de Singapura,entre 17 e 18 de Agosto do mesmo ano.
Em 25 de Agosto de 2007, o estádio foi sede da Festa da Água da Singapura 2007, de 6 semanas de duração, e aqui ocorreram exibições de profissionais de Esqui Aquático e Wake Bord. Em 2 de Setembro de 2007 a plataforma foi o ponto de início e chegada para o Triatlo Aviva Ironman 70.3 de Singapura.
Entre os meses de setembro a abril, o Estádio Flutuante Marina Bay é fechado para a preparação do Grande Prêmio de Singapura de F1.